# Астакасы
Астакасы́ (чув. Астакасси) — деревня в Мариинско-Посадском муниципальном округе Чувашской Республики России. В 2004–2023 годах входила в состав Приволжского сельского поселения.

## География
Находится в северо-восточной части Чувашии, на расстоянии приблизительно 9 километров на юго-восток по прямой от районного центра города Мариинский Посад.

## История
Известно с 1795 года, когда здесь (деревня Большое Собачкино) было 58 дворов и 435 жителей. В 1858 году учтено было 322 жителя, в 1897—543, в 1926—170 дворов, 801 житель, в 1939 (уже нынешнее название) — 927 жителей, в 1979—596. В 2002 году было 154 двора, в 2010—118 домохозяйств. В 1930 году образован колхоз «Воля», в 2010 году действовал СХПК «Волга».

## Население
Постоянное население составляло 304 человека (чуваши 97 %) в 2002 году, 269 в 2010.